# Vůně zločinu
Vůně zločinu (v ruském originále Нюхач, tj.Čichač) je ukrajinský ruskojazyčný kriminální televizní seriál, jehož tvůrcem, scenáristou a režisérem je Artyom Litvinenko.
První řada seriálu měla na Ukrajině premiéru 11. listopadu 2013 na stanici ICTV a 16. prosince 2013 v Rusku na stanici První kanál.
Ještě před začátkem první řady byl seriál prodloužen o druhou řadu, která měla premiéru 5. října 2015 v Rusku a 27. října 2015 na Ukrajině.
Dne 17. srpna 2016 se začala natáčet již třetí řada seriálu, která měla premiéru 2. října 2017 v Rusku a 20. listopadu 2017 na Ukrajině.
Čtvrtá řada seriálu bude mít premiéru v Rusku v roce 2019.
V Česku měl seriál premiéru 26. června 2018 na Primě.

## Obsazení

### Hlavní role
| Postava                            | Představitel        | Český dabing       | Řady            | Řady   | Řady   | Řady   |
| Postava                            | Představitel        | Český dabing       | 1               | 2      | 3      | 4      |
| ---------------------------------- | ------------------- | ------------------ | --------------- | ------ | ------ | ------ |
| Čichač                             | Kirill Käro         | Martin Stránský    | hlavní          | hlavní | hlavní | hlavní |
| Viktor Alekseevich Lebedev         | Ivan Oganesyan      | Bohdan Tůma        | hlavní          | hlavní | hlavní | hlavní |
| Yulia                              | Mariya Anikanova    | Kateřina Lojdová   | hlavní          | hlavní | hlavní | hlavní |
| Tatyana Aleksandrovna Voskresenska | Nina Gogaeva        | Kristina Jelínková | hlavní          | hlavní | hlavní | hlavní |
| Bondarev                           | Nikolai Chindyaykin | bude oznámeno      | hlavní          | hlavní | hlavní | hlavní |
| Irina Nordin                       | Agne Grudyte        | bude oznámeno      | Does not appear | hlavní | hlavní | hlavní |

### Vedlejší role
- Sergey Leskov / Pavel Dytrt jako Aleksander "Aleks"; syn Čichače a Yulie
- Andrey Debrin / Libor Terš jako Bulavin
- Nikolai Olejnik / Vladimír Kudla jako ředitel školy
- Aleksey Zorin jako Maxim
- Stanislav Moskvin jako Anatoly Borisovich
- Taras Gotovtsev jako Nikolay Ivanovich
- Denis Martynov jako Gena
- Anastasiya Makeeva jako Svetlana
- Igor Botvin jako Igor
- Alexander Zinevich jako Bondarevův referent
- Vadim Lyalko jako odstřelovač
- Pavel Kuzmin jako zaměstnanec banky
- Sergey Yushkevich jako psychiatr
- Timofey Karataev jako Sergey Dolganin

## Řady a díly
| Řada | Díly | Původní premiéra   | Původní premiéra   | Premiéra v ČR   | Premiéra v ČR  |
| Řada | Díly | První díl          | Poslední díl       | První díl       | Poslední díl   |
| ---- | ---- | ------------------ | ------------------ | --------------- | -------------- |
| 1    | 8    | 11. listopadu 2013 | 14. listopadu 2013 | 26. června 2018 | 14. srpna 2018 |
| 2    | 8    | 5. října 2015      | 8. října 2015      | bude oznámeno   | bude oznámeno  |
| 3    | 8    | 2. října 2017      | 5. října 2017      | bude oznámeno   | bude oznámeno  |
| 4    | 8    | 2019               | 2019               | bude oznámeno   | bude oznámeno  |